# Ламар (округ, Джорджия)
Лама́р (англ. Lamar County) — округ штата Джорджия, США. Население округа на 2000 год составляло 15 912 человек. Административный центр округа — город Барнсвилл.

## История
Округ Ламар основан в 1920 году.

## География
Округ занимает площадь 479.1 км2.

## Демография
Согласно Бюро переписи населения США, в округе Ламар в 2000 году проживало 15 912 человек. Плотность населения составляла 33.2 человек на квадратный километр.